# Le tre Grazie (van Loo 1763)
La tre Grazie (Les trois Grâces) è un dipinto del pittore Charles-André van Loo, realizzato nel 1763 e conservato nel museo d'Arte della Contea di Los Angeles, negli Stati Uniti.
Il pittore, specializzato in ritratti, in questa occasione si orientò verso un tema mitologico, uno dei più rappresentati nell'arte. Quello delle Cariti o Grazie era stato trattato nelle celebri rappresentazioni di Rubens, Lucas Cranach il Vecchio o Raffaello Sanzio, dipinte da sole o in compagnia di altri dei (come la Primavera di Botticelli).

## Storia
Il quadro venne commissionato dalla contessa Msiszech, la figlia del ministro principale della Polonia. L'opera conservata nel museo losangelino non è che uno studio del dipinto originale che venne esposto al Salone di Parigi del 1763. Infatti, secondo un aneddoto, a vari critici e alla marchesa di Pompadour l'opera non piacque, e l'artista promise a quest'ultima che l'avrebbe rifatta daccapo. Dopo la mostra, Charles-André van Loo distrusse la prima versione e ne fece una nuova, che venne esposta postuma al Salone del 1765. Oggi questa versione è conservata al castello di Chenonceau. Le Grazie di questa seconda versione sono identificate tradizionalmente con le signorine Nesle, delle favorite durante il regno di Luigi XV, ma queste erano già morte prima della realizzazione della prima versione.

## Soggetto
Le Grazie in origine erano delle divinità della vegetazione e in seguito lo furono della bellezza. Abitanti dell'Olimpo e figlie di Zeus ed Eurinome, Eufrosine, Talia e Aglaia rappresentavano le cose amabili della vita e che rallegravano dèi e umani. Gli artisti si valsero di esse come fonte di ispirazione (Esiodo inizia la sua Teogonia sotto l'influenza delle Cariti). Benché fossero già rappresentate al tempo degli artisti dell'impero romano (per esempio negli affreschi di Pompei, al museo archeologico di Napoli, del I secolo a.C.), il tema artistico continuò anche con l'arte cristiana quando si equipararono le semidee greche alla castità, alla bellezza e all'amore.

## Descrizione
Ancora una volta, le tre Grazie sono rappresentate praticamente nude, come è d'uopo dal IV secolo a.C., mentre si prendono per mano formando un semicerchio e sono protette da una gran tela a mo' di coperta appesa all'albero che le protegge. Due guardano in una direzione, mentre l'altra volge il suo sguardo nella direzione opposta rispetto alle altre. La Grazia al centro ha un'espressione rassegnata, e sembra che sia contesa dalle altre due e che stia aspettando colei che l'amerà.
Le tre figure sono l'incarnazione del canone di bellezza accettato all'epoca, oltre ad essere una scusa eccellente per mostrare dei nudi femminili in una società poco tollerante a questo proposito.